# Jasmine Nocentini
Jasmine Nocentini (Padova, 22 maggio 2002) è una nuotatrice italiana, specializzata nello stile libero.

## Biografia
Nasce a Padova da padre italiano e madre cubana. All'età di dodici anni lascia l'Italia, trasferendosi prima a Panama con la famiglia e poi negli Stati Uniti, dove è attualmente allenata da Todd DeSorbo presso l'University of Virginia di Charlottesville. In Italia è tesserata per il Team Veneto.
Debutta con la nazionale italiana nel 2023, agli europei in vasca corta di Otopeni, durante i quali conquista una medaglia d'oro nella staffetta 4x50 metri misti mista, la medaglia d'argento nella staffetta 4x50 metri misti e nella staffetta 4x50 metri stile libero mista (contribuendo, peraltro, a siglare il nuovo record italiano in entrambe le specialità) ed un bronzo nei 50 metri rana, a pari merito con la britannica Imogen Clark.

## Palmarès
- Europei in vasca corta

Otopeni 2023: oro nella 4x50 misti mista, argento nella 4x50m misti e nella 4x50m sl mista, bronzo nei 50m rana.